# Liste der Kantone im Département Indre
Das Département Indre liegt in der Region Centre-Val de Loire in Frankreich. Es untergliedert sich in vier Arrondissements mit 13 Kantonen (französisch cantons).
Siehe auch: Liste der Gemeinden im Département Indre

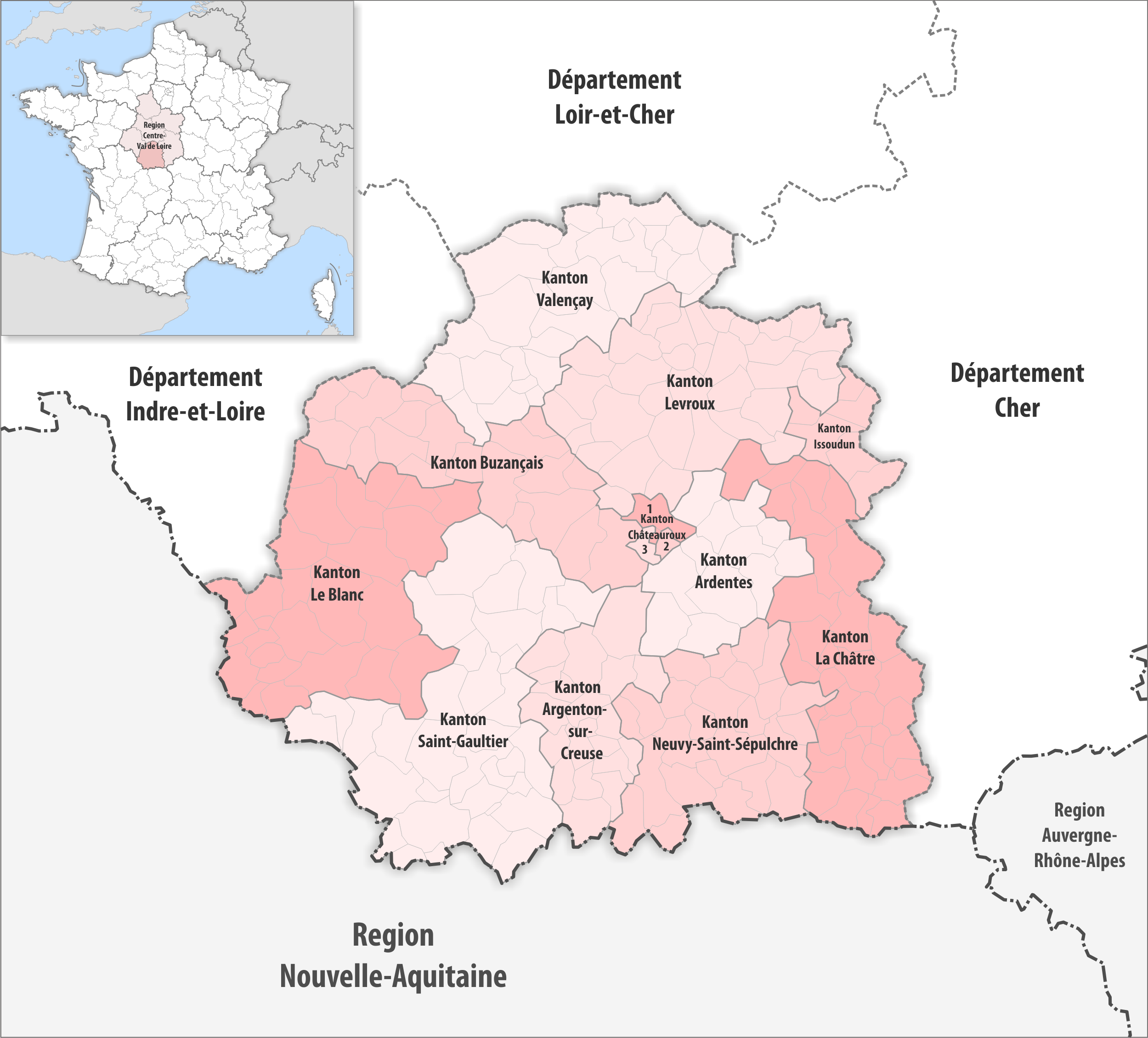
Gemeinden und Kantone im Département Indre

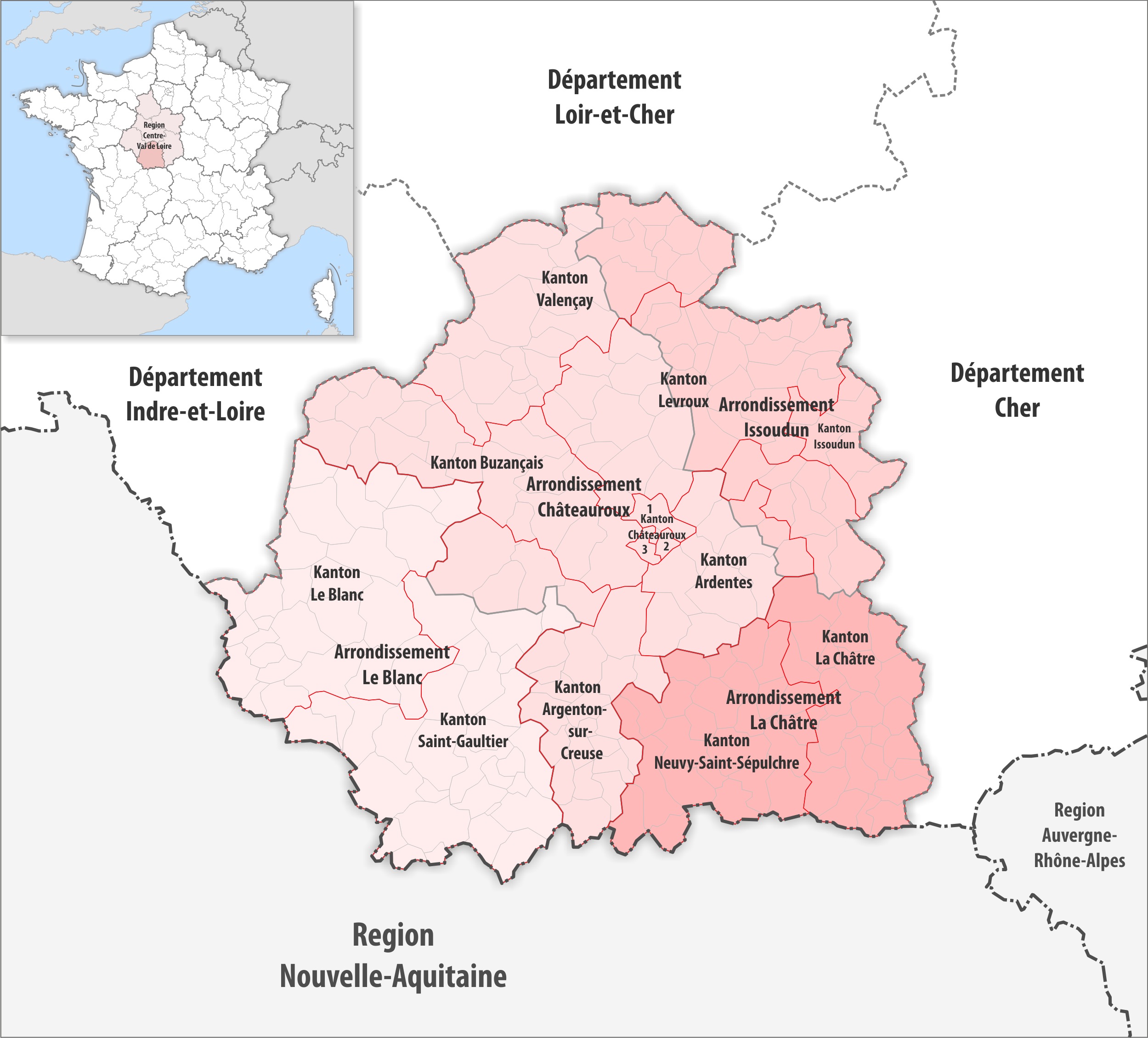
Gemeinden, Arrondissemente und Kantone im Département Indre

| Kanton                | Gemeinden | Einwohner 1. Januar 2022 | Fläche km² | Dichte Einw./km² | Code INSEE | Arrondissement(e)     |
| --------------------- | --------- | ------------------------ | ---------- | ---------------- | ---------- | --------------------- |
| Ardentes              | 12        | 17.164                   | 395,94     | 43               | 3601       | Châteauroux, Issoudun |
| Argenton-sur-Creuse   | 20        | 17.588                   | 443,18     | 40               | 3602       | Châteauroux           |
| Le Blanc              | 27        | 18.093                   | 886,46     | 20               | 3603       | Le Blanc              |
| Buzançais             | 19 1⁄2    | 19.906                   | 649,16     | 31               | 3604       | Châteauroux           |
| Châteauroux-1         | 1 ⁄3      | 16.814                   | 34,04      | 494              | 3605       | Châteauroux           |
| Châteauroux-2         | 1⁄3       | 16.012                   | 9,02       | 1.775            | 3606       | Châteauroux           |
| Châteauroux-3         | 1⁄3       | 17.871                   | 14,22      | 1.257            | 3607       | Châteauroux           |
| La Châtre             | 34        | 15.721                   | 785,54     | 20               | 3608       | Issoudun, La Châtre   |
| Issoudun              | 6         | 13.073                   | 153,18     | 85               | 3609       | Issoudun              |
| Levroux               | 33 1⁄2    | 16.506                   | 870,94     | 19               | 3610       | Châteauroux, Issoudun |
| Neuvy-Saint-Sépulchre | 25        | 14.878                   | 652,94     | 23               | 3611       | La Châtre             |
| Saint-Gaultier        | 34        | 16.065                   | 1.106,53   | 15               | 3612       | Châteauroux, Le Blanc |
| Valençay              | 28        | 17.118                   | 789,48     | 22               | 3613       | Châteauroux, Issoudun |
| Département Indre     | 241       | 216.809                  | 6.790,63   | 32               | 36         | –                     |

## Liste ehemaliger Kantone
Bis zum Neuzuschnitt der französischen Kantone im März 2015 war das Département Indre wie folgt in 26 Kantone unterteilt:
| Arrondissement | Kantone |
| -------------- | --- |
| Châteauroux    | Ardentes, Argenton-sur-Creuse, Buzançais, Châteauroux-Centre, Châteauroux-Est, Châteauroux-Ouest, Châteauroux-Sud, Châtillon-sur-Indre, Écueillé, Levroux, Valençay |
| Issoudun       | Issoudun-Nord, Issoudun-Sud, Saint-Christophe-en-Bazelle, Vatan |
| La Châtre      | Aigurande, La Châtre, Éguzon-Chantôme, Neuvy-Saint-Sépulchre, Sainte-Sévère-sur-Indre                                                                               |
| Le Blanc       | Bélâbre, Le Blanc, Mézières-en-Brenne, Saint-Benoît-du-Sault, Saint-Gaultier, Tournon-Saint-Martin                                                                  |